# 中國文化大學推廣教育部
中國文化大學推廣教育部（英語：School of Continuing Education, Chinese Culture University），簡稱文大推廣部，創立於1971年，是中國文化大學的推廣教育機構，以終身學習為目標、提供多元教育課程。包含學分班、學士班、與碩士在職專班課程等。本部位於臺北市，並在臺中市、高雄市設有據點，每年開班數超過4,000個班次，服務學員數逾40,000人次。

## 沿革
- 1969年：成立「中國文化大學推廣教育部」籌備處。
- 1971年：更名為「推廣教育中心」，於台北市吉林路的中國文化大學城區部正式成立。
- 1985年：遷移至台北市建國南路。。
- 1990年：成立忠孝分部。
- 1991年：成立高雄教育中心，同年增購台北市建國南路之校地。
- 1992年：成立忠孝館國際語文中心。
- 1994年：建國南路大夏館竣工。
- 1996年：榮獲教育部私立大學辦理推廣教育優等學校。
- 1999年：成立台中教育中心。
- 2001年：建國南路大夏館增建大樓工程竣工，增建工程由潘冀聯合建築師事務所設計，大夏館榮獲紐約建築師協會獲選為「2001年度建築設計獎」。
- 2004年：博愛校區大新館榮獲「2003年都市變臉—台北夏宴換妝」活動金獎。
- 2006年：榮獲行政院勞工委員會(現為勞動部)「2006人力創新獎」，是全國第一所大學推廣教育部獲此殊榮。
- 2009年：通過ISO 9001 2008年版國際品質系統認證。
- 2011年：中國文化大學通過教育部獎勵大學教學卓越計畫。並入圍「第一屆TTQS國家訓練品質獎」訓練機構。
- 2013年：榮獲TTQS訓練品質評核系統標竿單位銀牌獎。
- 2015年：華語中心通過「104年度華語文教育機構」評鑑。
- 2016年：率先全台推廣教育機構，通過ISO9001：2015國際品質系統認證。
- 2017年：協助臺北市立聯合醫院導入智慧醫療計畫「QUBO智慧空間管理資訊系統」。
- 2018年：推廣教育部教學行政大樓(大夏館)榮獲 LEED國際永續節能認證銀牌獎。
- 2019年：榮獲TTQS訓練品質評核系統標竿單位銀牌獎。同年官方部落格「加減學」上線。
- 2021年：榮獲TTQS訓練品質評核系統標竿單位銀牌獎。
- 2022年：榮獲國家人才發展獎-機關(構)團體獎。
- 2023年：榮獲TTQS訓練品質評核系統標竿單位銀牌獎。
- 2024年：成立大安分部。
- 2025年：「商業配音聲優專才培訓班」獲得勞動部職能導向課程品質iCAP標章

## 校園環境

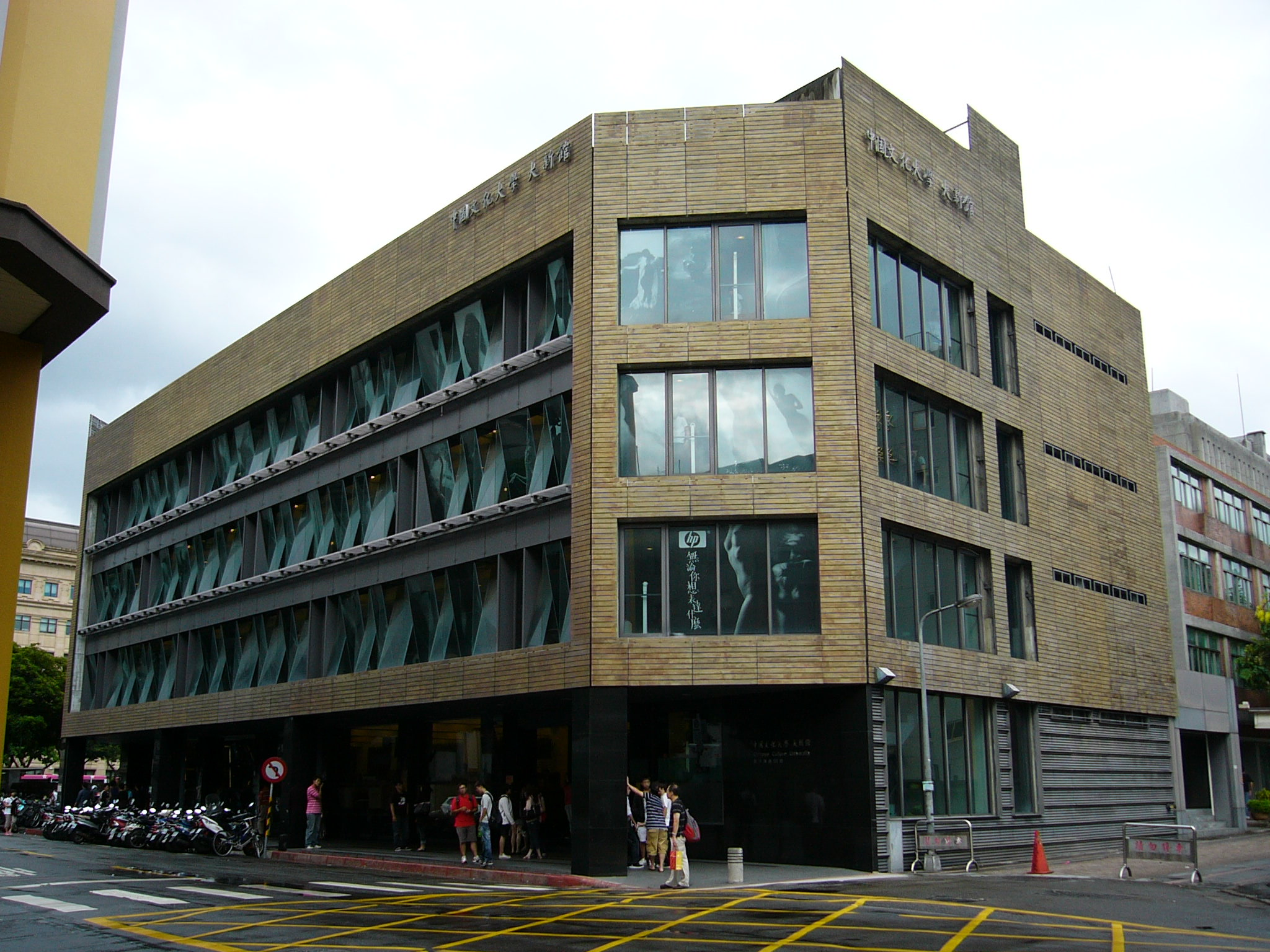
文化大學延平校區大新館

- 建國校區(大夏館)：推廣教育部本部，位於臺北市大安區建國南路二段231號。位於建國高架道路旁，附近有國立臺灣大學、國立臺灣師範大學、國立臺北教育大學等大專院校，鄰近大安森林公園及臺北市立圖書館。
- 延平校區(大新館)：位於臺北市中正區延平南路127號。原臺灣新生報舊大樓，位於臺北市博愛特區，又稱博愛校區。緊臨東吳大學城中校區、臺北市立大學博愛校區；比鄰最高法院、最高行政法院、臺北地方法院、臺北地方法院檢察署及法務部等多個司法、法務機關。平日主要為中國文化大學法學院三、四年級及法律研究所之課程使用。台北捷運小南門站及西門站即可步行到達。
- 忠孝校區：地址為臺北市中正區忠孝東路一段41號，鄰近台北捷運台北車站、善導寺站。提供在職學生語言學習、成人進修專區。
- 大安分部：地址為臺北市和平東路一段155號3~6樓，鄰近青田郵局。未來將開設如國考資格專技系列學分班、市場趨勢的專業證照、新創職業培訓。

## 外部連結
- 中國文化大學 （页面存档备份，存于）
- 中國文化大學推廣教育部 （页面存档备份，存于）
- 中國文化大學推廣教育部大學/碩士學分班 （页面存档备份，存于）
- 中國文化大學推廣教育部大夏藝廊 （页面存档备份，存于）

教育部統計處 （页面存档备份，存于），111 (2022-2023) 學年度各級學校基本資料，臺北市：教育部全球資訊網